# Dickie Dale
Dickie Dale (Frampton, 25 de abril de 1927 – Bonn, 30 de abril de 1961) fue un piloto británico, que compitió en el Campeonato del Mundo de Motociclismo, desde 1949 hasta su muerte en 1960.

## Biografía
Dale hace su debut en el Mundial en la cilindrada de 350cc en la temporada 1949, con motivo del GP de Úlster donde terminó en sexto lugar. Desde entonces, participó en los Grandes Premios con una gran variedad de marcas: Benelli, Moto Guzzi, Gilera, MV Agusta, AJS, Norton, NSU, MZ y BMW. Compitió en todas las cilindradas existentes de la época. En dos ocasiones (1955 y 1956) fue dos veces subcampeón del mundo en 350cc con una Moto Guzzi por detrás de su compañero de equipo Bill Lomas.
Uno de sus victorias más importantes se produjo el 22 de abril de 1957, con la victoria en la clase reina en la prestigiosa Shell Gold Cup, montando la Moto Guzzi 500 8C. Ostras de sus victorias también fue la North West 200 de 1951.
Durante una carrera de 1961 una carrera 500cc en el circuito de Nürburgring sufrió una accidente muy grave. Fue trasladado a un hospital en Bonn donde murió a causa de sus heridas.

## Resultados en el Campeonato del Mundo
Sistema de puntuación en 1949:
| Posición | 1.º | 2.º | 3.º | 4.º | 5.º | Vuelta rápida |
| Puntos   | 10  | 8   | 7   | 6   | 5   | 1             |

Sistema de puntuación desde 1950 hasta 1968:
| Posición | 1.º | 2.º | 3.º | 4.º | 5.º | 6.º |
| Puntos   | 8   | 6   | 4   | 3   | 2   | 1   |

Hasta 1955 se contaban los 5 mejores resultados.
(carreras en cursiva indica vuelta rápida)
| Año  | Cat.  | Moto       | 1       | 2       | 3       | 4       | 5       | 6      | 7     | 8       | 9     | Pts. | Pos. |
| ---- | ----- | ---------- | ------- | ------- | ------- | ------- | ------- | ------ | ----- | ------- | ----- | ---- | ---- |
| 1949 | 250cc | Moto Guzzi | IOM Ret | SUI -   |         |         | ULS -   | NAT -  |       |         |       | 0    | –    |
| 1949 | 350cc | AJS        | IOM -   | SUI -   | NED -   | BEL -   | ULS 6   | NAT -  |       |         |       | 0    | –    |
| 1950 | 250cc | Benelli    | IOM -   |         |         | SUI 3   | ULS -   | NAT -  |       |         |       | 4    | 6.º  |
| 1950 | 350cc | Velocette  | IOM 7   | BEL 12  | NED 7   | SUI 6   | ULS -   | NAT 4  |       |         |       | 4    | 9.º  |
| 1950 | 500cc | Norton     | IOM 7   | BEL 9   | NED Ret | SUI -   | ULS 4   | NAT 6  |       |         |       | 4    | 11.º |
| 1953 | 125cc | FB Mondial | IOM Ret | NED Ret |         | RFA -   | FRA -   | ULS -  |       | NAT -   | ESP - | 0    | –    |
| 1953 | 500cc | Gilera     | IOM Ret | NED Ret | BEL 6   |         | FRA 8   | ULS -  | SUI 7 | NAT 2   | ESP 3 | 11   | 7.º  |
| 1954 | 350cc | MV Agusta  | FRA -   | IOM 25  | ULS -   | BEL -   | NED -   | RFA -  | SUI - | NAT -   | ESP - | 0    | –    |
| 1954 | 500cc | AJS        | FRA -   | IOM 7   | ULS -   | BEL -   | NED 5   | RFA 20 | SUI - | NAT 4   | ESP 1 | 13   | 4.º  |
| 1955 | 350cc | AJS        |         | FRA 2   | IOM -   | RFA -   | BEL 3   | NED -  | ULS - | NAT 1   |       | 18   | 2.º  |
| 1955 | 500cc | Moto Guzzi | ESP Ret | FRA -   | IOM -   | RFA -   | BEL -   | NED -  | ULS 3 | NAT -   |       | 4    | 12.º |
| 1956 | 350cc | Moto Guzzi | IOM Ret | NED 6   | BEL Ret | RFA 3   | ULS 2   | NAT 2  |       |         |       | 17   | 2.º  |
| 1956 | 500cc | Moto Guzzi | IOM Ret | NED -   | BEL -   | RFA -   | ULS -   | NAT -  |       |         |       | 0    | –    |
| 1957 | 350cc | Moto Guzzi | RFA Ret | IOM Ret | NED Ret | BEL -   | ULS -   | NAT -  |       |         |       | 0    | –    |
| 1957 | 500cc | Moto Guzzi | RFA 4   | IOM 4   | NED -   | BEL -   | ULS -   | NAT -  |       |         |       | 6    | 8.º  |
| 1958 | 250cc | NSU        | IOM -   | NED Ret | BEL -   | RFA -   | SWE Ret | ULS 6  | NAT - |         |       | 1    | 18.º |
| 1958 | 350cc | Norton     | IOM Ret | NED -   | BEL 10  | RFA 6   | SWE -   | ULS -  | NAT - |         |       | 1    | 17.º |
| 1958 | 500cc | BMW        | IOM 10  | NED 5   | BEL 5   | RFA 5   | SWE 2   | ULS 6  | NAT 4 |         |       | 13   | 3.º  |
| 1959 | 250cc | Benelli    |         | IOM -   | RFA -   | NED -   |         | SWE 6  | ULS - | NAT Ret |       | 1    | 17.º |
| 1959 | 350cc | AJS        | FRA Ret | IOM Ret | RFA -   |         |         | SWE 4  | ULS 4 | NAT -   |       | 6    | 7.º  |
| 1959 | 500cc | BMW        | FRA 4   | IOM Ret | RFA Ret | NED 4   | BEL 8   |        | ULS 7 | NAT Ret |       | 6    | 8.º  |
| 1960 | 250cc | MZ         |         | IOM Ret | NED Ret | BEL Ret | GER 4   | ULS -  | NAT - |         |       | 3    | 11.º |
| 1960 | 350cc | Norton     | FRA DNS | IOM Ret | NED 14  |         |         | ULS 5  | NAT 4 |         |       | 5    | 8.º  |
| 1960 | 500cc | Norton     | FRA Ret | IOM 5   | NED 6   | BEL 12  | GER 4   | ULS 7  | NAT 9 |         |       | 6    | 8.º  |